# Wankendorf
Wankendorf település Németországban, Schleswig-Holstein tartományban. Lakosainak száma 2946 fő (2023. december 31.).

## Népesség
A település népességének változása:
| Lakosok száma | 2331 | 2957 | 2948 | 2916 | 2918 | 2946 |
|               | 1975 | 2017 | 2019 | 2021 | 2022 | 2023 |